# مسجد گوهرشاد
مسجد گوهرشاد مسجدی تاریخی در مشهد در جنوب حرم علی بن موسی الرضا است که به دستور گوهرشادبیگم همسر شاهرخ ساخته شد. به دلیل ظرافت و زیبایی کاشی کاری و خط و اسلوب معماری مسجد گوهرشاد، این مسجد از شاهکارهای معماری ایرانی در دوره تیموری؛ و به دلیل موقوفات بسیار و مجاورت با آرامگاه علی بن موسی الرضا از مهم‌ترین و شلوغ‌ترین مسجدهای ایران به‌شمار می‌رود، به‌طوری‌که برخی آن را پُربازدیدترین مسجد در ایران می‌دانند.
بارها و در زمان‌های مختلف، بر اثر عوامل طبیعی و انسانی صدمات فراوانی متوجه مسجد گوهرشاد شده‌است؛ از جمله در زمین لرزه سال ۱۰۸۴، ایوان مقصوره صدماتی دید که بازسازی گشت و همچنین از جمله مرمت‌های دیگر مسجد پس از گلوله‌باران روس‌ها در سال ۱۳۳۰ هـ. ق بود که به صدمه دیدن گنبد و ایوان‌های مسجد منجر گردید که در سال ۱۳۳۹ هـ. ق گنبد و ایوان مقصوره و ایوان‌های شرقی و غربی مسجد مرمت گردیدند.
گنبد ایوان مقصوره، در سال ۱۳۳۹ش برای مرمت اساسی تخریب گشت و ساخت مجدد آن توسط معماران ایرانی وزیر نظر مهندس عباس آفرنده و با رعایت همان ویژگی‌های گذشته و حفظ مشخصات اصلی آغاز گردید و در سال ۱۳۴۱ش خاتمه یافت که در همان زمان نیز سنگ‌های ازاره داخل ایوان مقصوره تعویض گردید و کف ایوان با سنگ‌های مرمر مفروش گشت و در سال ۱۳۴۵ش دور ساقه گنبد با کاشی معرق کتیبه‌ای مزین گردید.
اسم گوهرشاد در دو جا با کاشی معرق نگاشته شده‌است: یکی در قسمت بالای در نقره‌ای که به دارالسیاده می‌رود و دیگری بر کتیبه ایوان مقصوره که به خط زیبای شاهزاده بایسنقر می‌باشد. در قسمت وسط نیز کتیبه‌ای به نام محمد رضا امامی وجود دارد. شیوه ساخت این مسجد به سبک چهار ایوانی است و در طی سال‌ها گنبد آن چهار بار تعمیر شده‌است. سبک معماری این بنا به شیوهٔ تیموری و نام معمار آن استاد قوام‌الدین شیرازی ذکر گردیده‌است.

## بنیان‌گذاری و جایگاه

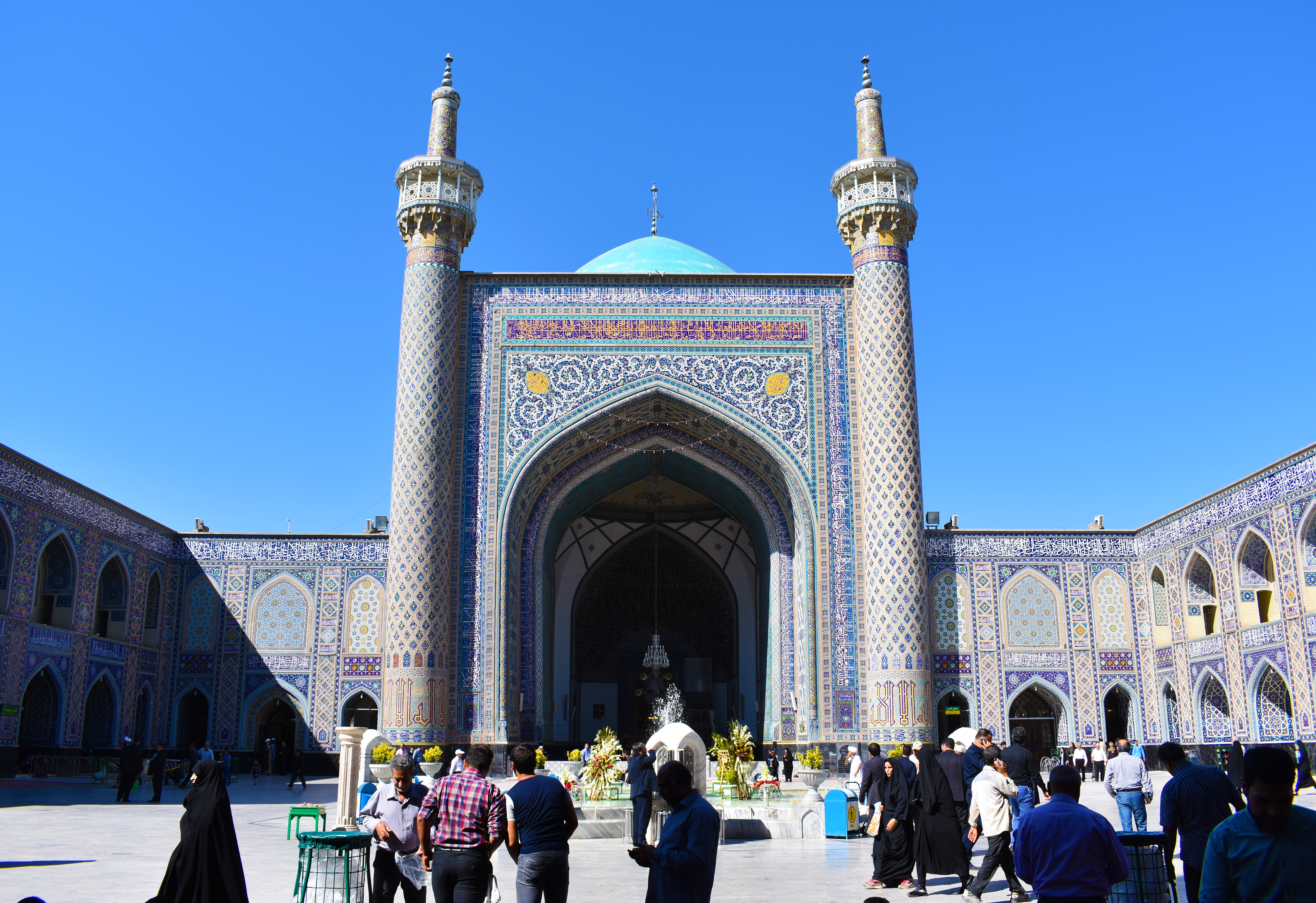
مسجد گوهرشاد نمای داخلی

این مسجد در جنوب حرم رضوی جای دارد و به رواق‌های دارالسیاده و دارالحفاظِ آن پیوسته‌است. یک صحن به گستردگی ۲۸۰۰ متر مربع دارد و زیربنای آن ۹۴۰۰ متر مربع است. بنای مسجد دربرگیرندهٔ ۴ ایوان بزرگ و ۷ شبستان است. گنبدخانهٔ پشتِ ایوان مقصوره، با شبستان‌های یک طبقه، بخش‌های مختلف مسجد را به هم پیوند می‌دهد. ایوان جنوبی، ایوان مقصوره نام دارد و ایوان شمالی، معروف به ایوان دارالسیاده است. ایوان شرقی، ایوان اعتکاف نامیده می‌شود و ایوان غربی، ایوان شیخ بهاء الدین نامگذاری شده‌است.

بر اساس متن کتیبهٔ به خط ثلث در ایوان جنوبی، این مسجد در سال ۸۲۱ ق /۱۴۱۸ م به دستور و کمک گوهرشاد بیگم، همسر شاهرخ تیموری ساخته شده‌است و در طیّ قرون، خرابی‌های زیادی بر آن وارد شده‌است.
بنای مسجد گوهرشاد - که به خاطر نام بانی آن به این نام خوانده می‌شود - تقریباً ۱۲ سال به‌طول انجامیده و معمار اصلی بنا به احتمال قوی قوام‌الدین شیرازی یکی از معروف‌ترین معماران دوره تیموری بوده‌است.
این مسجد از طرف شمال به دو رواق تاریخی دارالسیاده و دارالحفاظ و از جنوب به صحن قدس و از شرق به رواق خمینی و از غرب به بست شیخ بهاءالدین محدود می‌شود. ساختن این بنا ۱۲ سال به طول انجامید.

## ویژگی‌ها و آذین‌ها
مسجد گوهرشاد مسجدی کلاسیک و به سبک مساجد چهار ایوانی ساخته شده‌است. صحن مسجد تقریباً به شکل مربع و در اطراف آن چهار ایوان بزرگ تاریخی و در فواصل ایوان‌ها هفت شبستان وسیع و شش در ورودی و خروجی است.
طول صحن مسجد حدود ۵۶٫۱۳ متر و عرض ۵۱٫۱۸ متر و مجموعاً حدود ۲۸۷۳ مترمربع مساحت دارد. ایوان‌های مجلل و مرتفع در اضلاع مسجد به قرینه یکدیگر ساخته شده‌است.

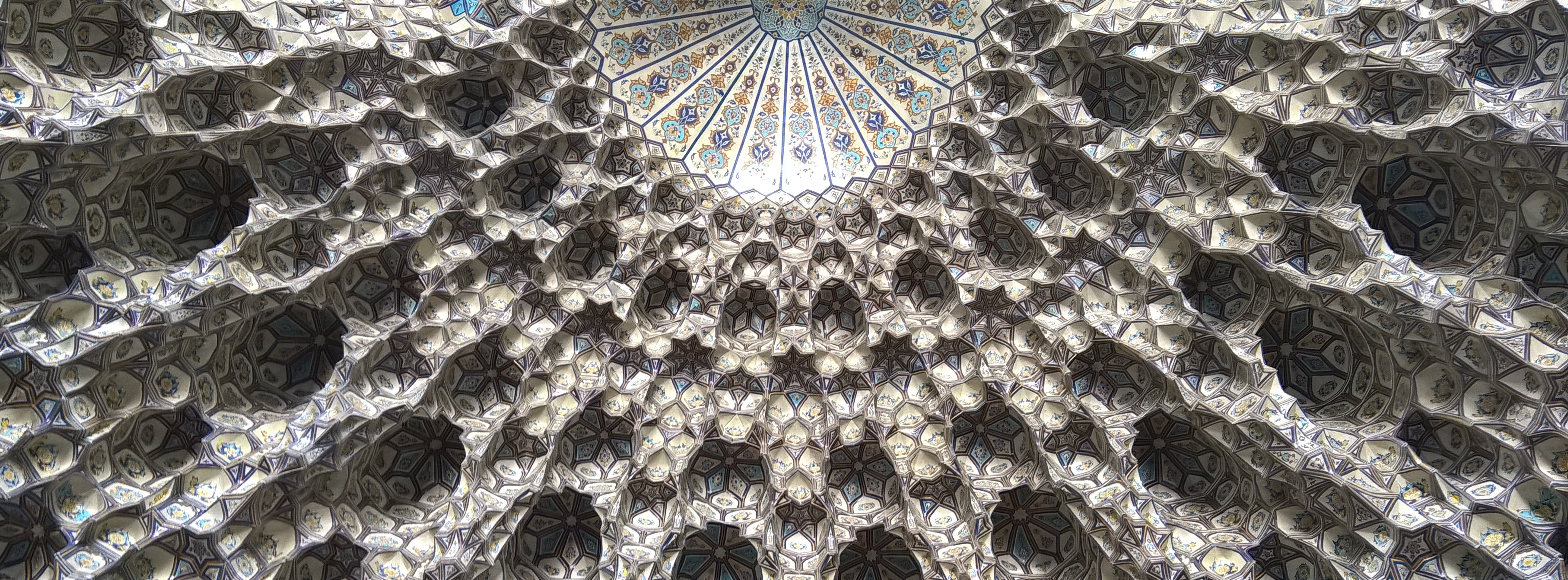
محراب مسجد گوهرشاد - تابستان ۱۳۹۵ هجری شمسی (۲۰۱۶ میلادی)

### ایوان‌ها
- ایوان مقصوه (جنوبی): مهم‌ترین ایوانِ مسجد. حدود ۵۰۰ مترمربع مساحت، ۳۷ متر طول و ۵/۲۵ متر ارتفاع، از مهم‌ترین ایوان‌های مسجدهای ایرانی که هنرهای گوناگون در آن به کار رفته‌است.[۱۱] کتیبهٔ بایسنقر (فرزند گوهرشاد) که از بهترین ثلث نویسان عهد تیموری بوده، در این ایوان است که تاریخ بنای مسجد بر کاشی معرق، در آن نوشته شده‌است.[۱۲] محراب مسجد در میانِ ایوان جای دارد که یک‌پارچه از سنگ مرمر ساخته شده‌است. کتیبه‌ای در میان مقرنس کاری‌های آن نیز وجود دارد. گنبد مسجد بر بالای این ایوان است.

یکی دیگر از اجزای ایوان منبری است که امروزه به نام «صاحب الزمان» خوانده می‌شود که از چوبِ گردو و گلابی ساخته شده و هنرهای منبت‌کاری در آن به کار رفته. سازندهٔ این منبر «محمد، نجّار خراسانی» هنرمند ناشناس عصر فتحعلی‌شاه قاجار می‌باشد. این منبر سال ۱۳۲۵ / ۱۹۴۶ م به دستِ «حیدر نیکنام گلپایگانی» تعمیر شد

### گنبد و مناره‌ها
گنبد مسجد به بلندی ۴۱ متر بر بالای ایوان مقصوره جای دارد و سطح خارجی آن با آجر لعاب‌دار و یک کتیبه با خط کوفی تزئین شده‌است. در دو طرف این گنبد، دو مناره هر کدام به ارتفاع ۴۳ متر ساخته شده و دارای کتیبه‌هایی است. این مناره‌ها از روی زمین شروع می‌شوند و پیوسته به ایوان مقصوره بالا می‌روند و به شکل گلدسته در می‌آیند.
دور خارجی گنبد ۸۵٫۶۱ متر است به دلیل مشکلاتی که برای آن به وجود آمد در سال ۱۳۴۱ برچیده‌شد و دوباره گنبد فعلی با مصالح جدید ساخته‌شد و تزئین شد.

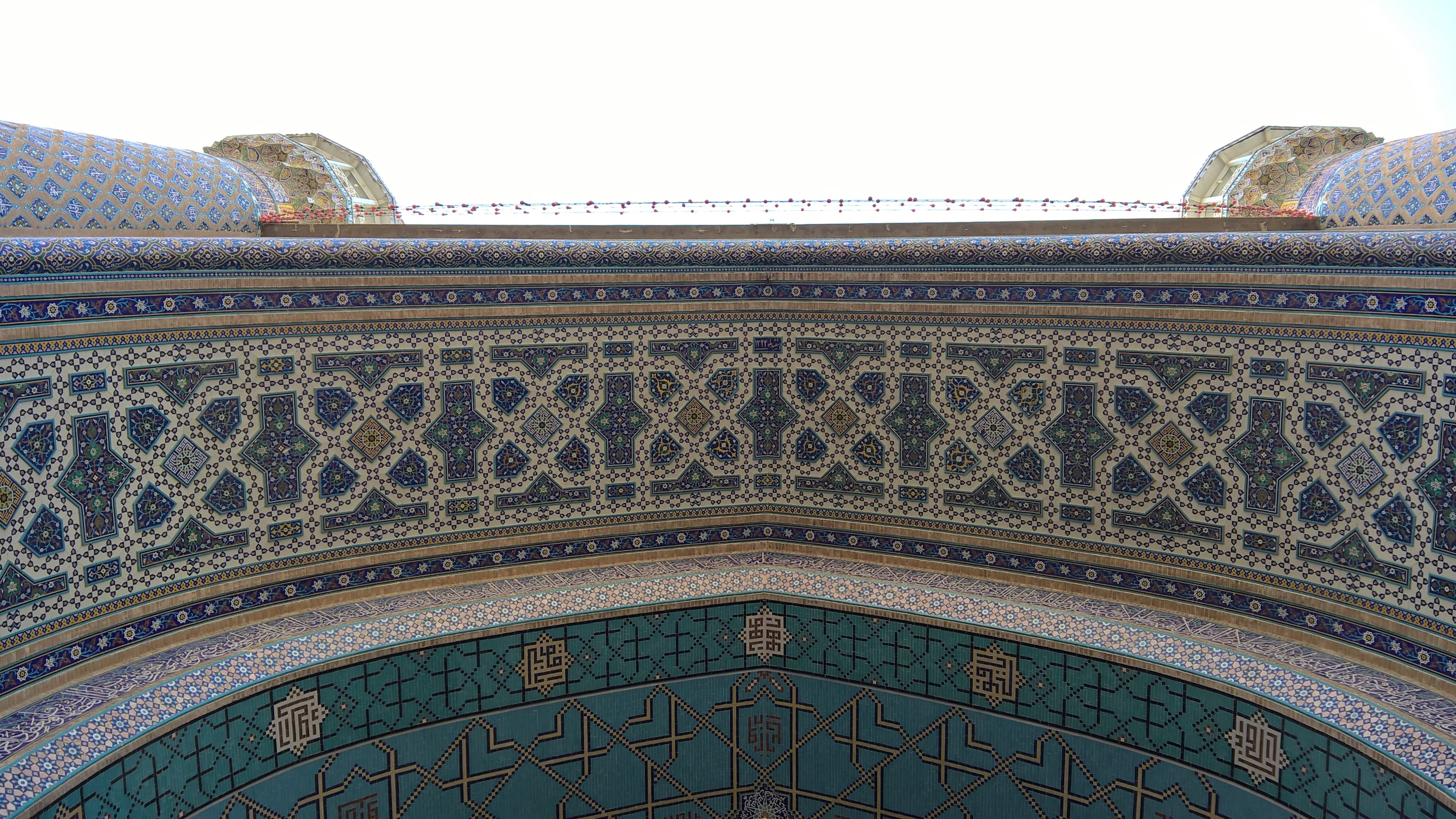
صحن ورودی مسجد گوهرشاد

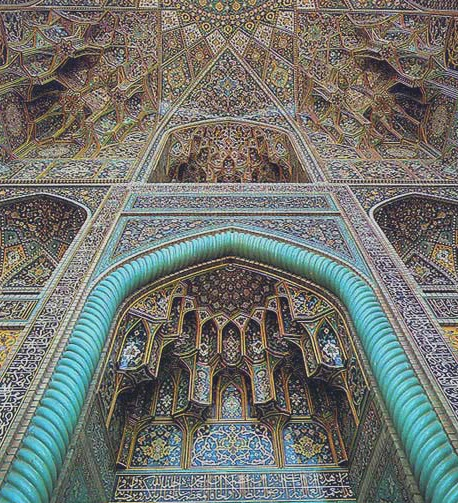
نمایی از ایوان اصلی مسجد گوهرشادِ مشهد از صحنِ آن

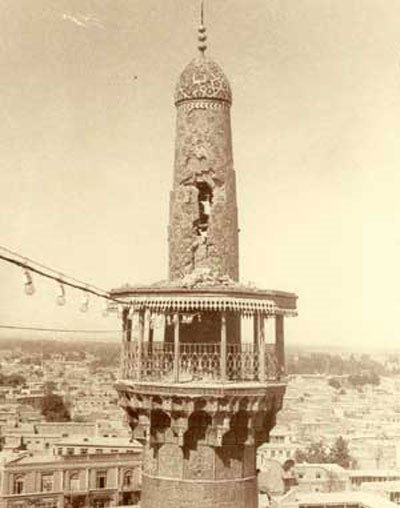
مناره مسجد گوهرشاد پس از حمله روس ها به مشهد.

### صحن
مسجد گوهرشاد صحنی به وسعت ۲۸۰۰ مترمربع دارد و زیربنای آن ۹۴۰۰ متر مربع است.

### منبر صاحب‌الزمان
در زاویه جنوبی ایوان مقصوره نزدیک به محراب منبر بلندی معروف به منبر صاحب‌الزمان قرار دارد.  در مورد زمان ساخت منبر اختلاف نظر هایی وجود دارد یکی اینکه این منبر در سال ۱۲۴۳ هجری قمری به دستور فتحعلی شاه قاجار به دست محمد نجار از چوب گردو و گلابی ساخته شده‌است چ دیگری آن است که در اواخر قرن نهم همزمان با تاسیس مسجد منبر هم به دستور گوهر شاد ساخته شده.از خصوصیات بارز این منبر شیوه منبت‌کاری و قلم‌زنی آن و همچنین عدم استفاده از آهن و میخ در ساختش می‌باشد.و در سال ۱۳۲۵ هجری شمسی توسط حیدر نیکنام گلپایگانی تعمیر و مرمت می‌شود.از ویژگی های بارز این منبر وجود دو در در ابتدای ورودی منبر بوده که ار عهد صفوی معنای نمادین خاصی به خودش گرفته بدین معنی که تنها شخصی می تواند بر بالای منبر رفته و برای مسلمین سخن حق را به زبان آورد که بتوان از در های حوس و امیال دنیایی عبور کند
ارتفاع منبر از زمین تا عرشه (جای نشستن) ۷٫۵ متر و دارای ۱۴ پله است و ابعاد عرشه ۱٫۱۴ در ۱٫۱۲ می‌باشد.

### کتیبه‌ها
کتیبهٔ پیش طاق مسجد گوهرشاد به دست بایسنقر میرزا و به خط ثلث نوشته شده‌است.

## تاریخ و رویدادها

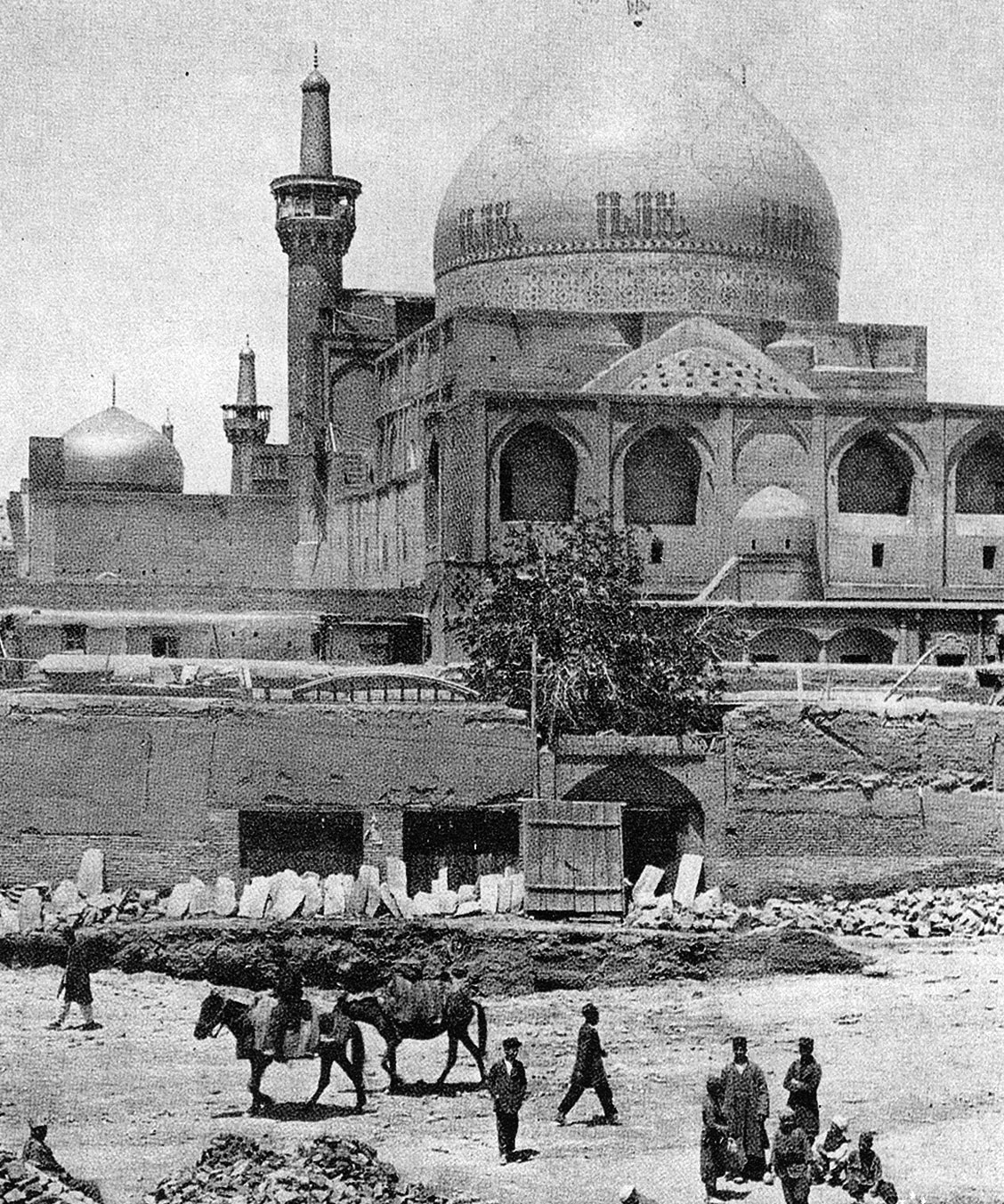
مسجد گوهرشاد، احتمالاً پیش از ۱۹۲۵ م

### واقعه مسجد گوهرشاد مشهد
ماجرای سرکوب مردم به دستور رضاشاه، به مناسبت اعتراض به تغییر لباس مردان در این مسجد و در تیر سال ۱۳۱۴ بود که  حدود شش ماه قبل از قانون کشف حجاب رخ داده‌است.. خیزش مردم در جریان این واقعه، در اعتراض به اجباری شدن بر سرنهادن کلاه شاپو توسط حکومت مرکزی رخ داد و به کشته شدن بیش از صد نفر انجامید.